# موتور هارون أميري
موتور هارون أميري (بالإنجليزية: Mowtowr-e Harun Amiri)‏ هي منطقة سكنية تقع في سيستان وبلوتشستان في إيران. يقدر عدد سكانها بـ 119 نسمة .